# Billy Strayhorn

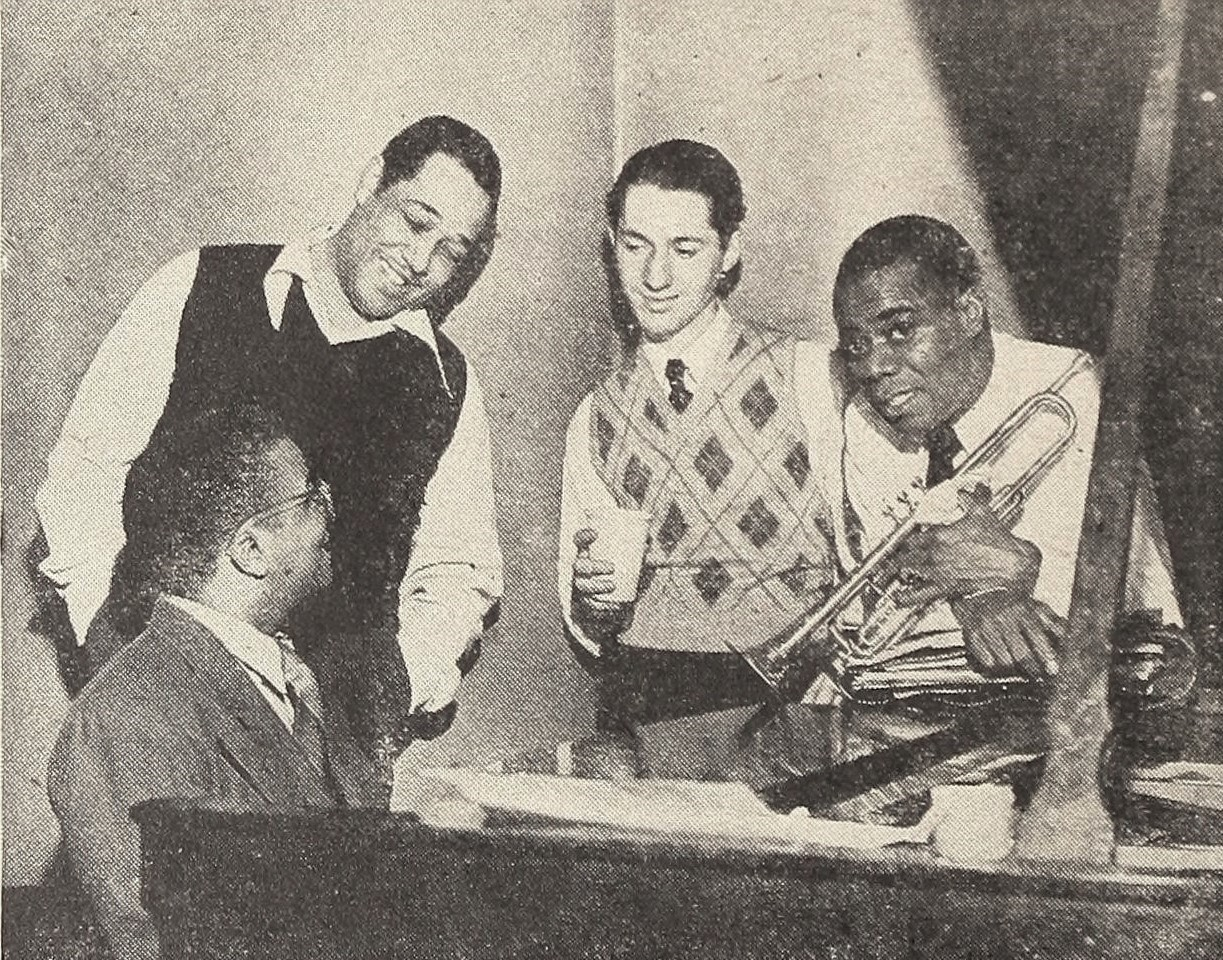
Od lewej: Billy Strayhorn, Duke Ellington, Leonard Feather i Louis Armstrong, 1946

William Thomas Strayhorn (ur. 29 listopada 1915 w Dayton, zm. 31 maja 1967 w Nowym Jorku) – afroamerykański muzyk jazzowy, kompozytor, aranżer i pianista. Długololetni współpracownik i przyjaciel Duke’a Ellingtona, twórca  wielu standardów jazzowych, m.in.  Take the „A” Train, Chelsea Bridge i Lush Life.

Duke Ellington: Billy Strayhorn był moją prawą i lewą ręką, oczami z przodu i tyłu głowy, moimi falami mózgowymi w jego głowie, a jego w mojej.

## Życiorys
Historia jego rodziny, pochodzącej z miejscowości Hillsborough w Karolinie Północnej, sięga początków XIX wieku. Jedna z jego prababek była kucharką u generała Armii Stanów Skonfederowanych Roberta E. Lee. Jego matka, Lillian z d. Young, przywiodła go na świat w Dayton, aby następnie przeprowadzić się z rodziną do Pittsburgha. Nazywała go: „Bill”. Miał pięcioro rodzeństwa. Lilian, chcąc uchronić dzieci przed pijackimi awanturami męża – Jamesa Nathaniela, montera instalacji gazowych i elektrycznych – wysyłała je do dziadków do Hillsborough. Tam zainteresował się muzyką dzięki babci, Elizabeth Craig Strayhorn, która miała pianino i grała na nim. Sam zaczął grać, od kiedy tylko mógł dosięgnąć wszystkich klawiszy. Kiedyś powiedział, że „do dziesiątego roku życia babcia miała na niego największy wpływ w sprawach muzyki”.
W 1923 zaczął naukę w szkole podstawowej, najpierw w Hillsborough, a potem Pittsburghu. Żeby zarobić na pianino, którego nie było w domu, szybko podjął pracę. Opłacał sobie również prywatne lekcje fortepianu, pobierane u Charlotte Enty Catlin (m.in. akompaniatorki Leny Horne). Marzył o karierze pianisty i kompozytora muzyki klasycznej. Nigdy jednak jego pragnienia nie miały się spełnić, gdyż jako Afroamerykanin w czasach panującej w Stanach Zjednoczonych segregacji rasowej miał nikłe szanse na wejście do zdominowanego przez białych środowiska wykonawców oraz twórców muzyki poważnej. Grał natomiast w orkiestrze swojej szkoły średniej – Westinghouse High School, do której w późniejszym okresie chodzili również słynni pianiści – Erroll Garner i Ahmad Jamal. W szkole poznał także podstawy harmonii. Po jej ukończeniu przez krótki czas studiował muzykę klasyczną w The Pittsburgh Music Institute. Jednocześnie komponował oraz prowadził trio, z którym codziennie występował w miejscowej rozgłośni radiowej. Mając dziewiętnaście lat pisał muzykę na potrzeby profesjonalnie wystawianego musicalu Fantastic Rhythm. Coraz bardziej zbliżał się do jazzu, na co wpłynęły m.in. pianistyczne dokonania Arta Tatuma i Teddy’ego Wilsona. W 1937 sformował swój pierwszy zespół jazzowy – The Mad Hatters, z którym występował w Pittsburghu i okolicach. Gdy w 1938 do miasta zawitał z koncertami Duke Ellington, kolega przedstawił go słynnemu bandliderowi. Po przesłuchaniu Ellington natychmiast dał mu zlecenie. W styczniu 1939 wyjechał do Nowego Jorku, żeby dołączyć do big-bandu Ellingtona w charakterze aranżera, kompozytora i okazjonalnego pianisty. Bandlider nazywał go swoim współpracownikiem, gdyż jak podobno orzekł: „Nie mam dla ciebie konkretnego stanowiska, więc rób, na co tylko masz ochotę”. Taki status zachowywał w orkiestrze przez ćwierć wieku. Od początku pobytu w zespole nie ukrywał swojego homoseksualizmu. Przez syna Ellingtona – Mercera poznał swojego pierwszego partnera. Był nim afroamerykański muzyk – Aaron Bridgers, z którym mieszkał do jego wyjazdu do Paryża w 1947. 
Przez lata współpracował z Ellingtonem przy wielu dużych formach muzycznych, takich jak Such Sweet Thunder, The Shakespearean Suite, A Drum Is a Woman, The Nutcracker Suite, The Perfume Suite, Deep South Suite i The Far East Suite, oraz musicalach: Jump for Joy i Saturday Laughter. Pomagał szefowi i przyjacielowi także w pracy nad ścieżką dźwiękową do słynnego filmu fabularnego w reżyserii Otto Premingera – Anatomia morderstwa, który wszedł na ekrany kin w 1959, otrzymał siedem nominacji do Oscara oraz zdobył trzy nagrody Grammy.
Od początku lat 50. zaczął realizować także własne projekty. Nagrał pod swoim nazwiskiem kilka albumów oraz napisał i zaaranżował muzykę do widowisk rewiowych dla zespołu stepujących tancerzy Original Copasetics. Współpracował również z Lutherem Hendersonem nad jego kilku przedsięwzięciami teatralnymi. Ponadto pisał piosenki dla swojej przyjaciółki, poznanej w 1942 Leny Horne. Oprócz działalności muzycznej aktywnie popierał ruch na rzecz praw obywatelskich. Osobiście znał pastora Martina Luthera Kinga i uczestniczył w marszu na Waszyngton. W 1963 zaaranżował dla orkiestry Ellingtona i poprowadził wykonanie utworu King Fit the Battle of Alabam, który był fragmentem dedykowanych pastorowi – przedstawienia i albumu My People.
W 1964 zdiagnozowano u niego raka przełyku. Nie bez wpływu na chorobę miał jego nałóg nikotynowy oraz nadużywanie alkoholu. Podczas pobytu w szpitalu przekazał Ellingtonowi swoją ostatnią kompozycję Blood Count. Lena Horne, której bardzo pomógł w udanej karierze, i która uważała go za miłość życia i przez wiele lat proponowała mu małżeństwo, oznajmiła że umarł na jej rękach. W rzeczywistości występowała w tym czasie w Europie, a on zmarł w szpitalu w obecności swojego partnera Billa Grove’a. Miał 51 lat. Po śmierci został skremowany, a jego prochy rozsypane na rzece Hudson na przystani dla łodzi niedaleko Riverside Park w Nowym Jorku

## Twórczość
Był utalentowanym kompozytorem i aranżerem, który paradoksalnie zdawał się kwitnąć w cieniu Ellingtona. Drobnej postury, dobrze wychowany i grzeczny dla wszystkich, był traktowany przez Ellingtona po ojcowsku. Również orkiestra roztaczała nad nim opiekę. Obdarzała go przydomkami: „Strays”, „Weely” i „Sweet Pea”. Ellington wykorzystywał go do wzbogacania swoich przemyśleń i rozwijania pomysłów muzycznych. Nierzadko działało to w odwrotną stronę. Niemniej Ellington obdarzył go całkowitą swobodą twórczą.
Jego wkład w dokonania bandlidera był znacznie bardziej rozległy i złożony, niż niegdyś sądzono. Niejednokrotnie jego kompozycje były rejestrowane jako utwory ich obu (np. Day Dream i Something to Live For), lub tylko Ellingtona (np. Satin Doll, Sugar Hill Penthouse i C-Jam Blues). Pozostawanie w cieniu Ellingtona, doprowadzało niekiedy do takich sytuacji, że utwór Take the „A” Train, wyłączne dzieło Strayhorna i późniejszy sygnał orkiestry, w powszechnej opinii był uważany za kompozycję Duke’a. Mimo to autorstwo takich utworów, jak Lotus Blossom, Lush Life, Chelsea Bridge, Rain Check, A Flower Is a Lovesome Thing, After All, Johnny Come Lately, Passion Flower  i Mid-Riff przypisywano już tylko jemu.

### Wybrana dyskografia
- 1958 Billy Strayhorn – Live!!! (Roulette)
- 1959 Cue for Saxophone – Billy Strayhorn Septet (Felsted Records)
- 1963 The Peaceful Side (United Artists)
- 2007 Lush Life (Blue Note)

Z Duke’em Ellingtonem
- 1951 Duke Ellington–Billy Strayhorn (Vogue)
- 1960  The Nutcracker Suite (Columbia)
- 1964 Great Times! (Riverside)
- 1965 My People (Contact)
- 1990 Duke Ellington–Billy Strayhorn – Songbook (Gitanes)

Z Johnnym Hodgesem
- 1952
  - Castle Rock (Norgran)
  - Creamy (Norgran)
- 1956 Ellingtonia ’56 (Norgran)
- 1962 Johnny Hodges with Billy Strayhorn and the Orchestra (Verve)

Z Benem Websterem
- 1954 Music for Loving (Norgran)

Zestawienie wg dat wydania płyt

## Upamiętnienie
Dla uczczenia przyjaciela i współpracownika Duke Ellington nagrał i wydał w 1968 jeden ze swoich najlepszych albumów, zawierający wyłącznie kompozycje Strayhorna – ... and his mother called him Bill (RCA Victor).